# Ovation Guitar Company
La Ovation Guitar Company es una empresa fabricante de instrumentos de cuerda. Ovation fabrica principalmente guitarras acústicas con cuerdas de acero (para 6 y 12 cuerdas) y guitarras acústicas con cuerdas de nailon, a menudo con cápsulas para amplificación eléctrica. En 2015,  se transformó en una filial Drum Workshop después de ser adquirida de KMCMusicorp. Los derechos en Europa fueron entregados a GEWA music, que en septiembre de 2020 adquirió la compañía de manos de Drum Workshop, su colaborador de larga data. El negocio incluyó las líneas Adamas y Applause.
Las guitarras Ovation y Adamas producidas por la empresa, son conocidas por sus partes traseras curvas, la cual les da una forma reconocible. Las segundas son conocidas también por el uso de tapas de fibra del carbono (en lugar de la tradicional madera para la tapa superior en guitarras acústicas). 
Además de guitarras, la compañía actualmente produce bajos acústicos, mandolinas y ukeleles.

## Historia

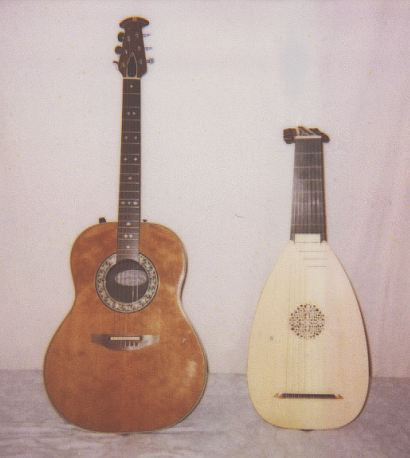
Una guitarra eléctroacústica Kaman Ovation Custom Ballader 1612-4 de mediados de los años 70, junto a un laúd

El fundador de la empresa, Charles Kaman (1919–2011) desarrolló los primeros prototipos de las guitarras Ovation en 1965–1966.  Kaman, un guitarrista amateur desde muy pequeño, trabajó en el diseño de helicópteros como un aerodinamicista en United. Finalmente, fundó una compañía de diseño de helicópteros, Kaman Aircraft, en 1945.
Kaman Corporation pronto se diversificó, expandiéndose a pruebas nucleares, vuelos comerciales de helicópteros, Desarrollo y prueba de químicos, y producción de rodamientos para helicópteros. Pero en el inicio de los sesenta, los problemas financieros del fracaso de su división de vuelo comercial los forzó a expandirse a nuevos mercados, como el entretenimiento y el. Charles Kaman, todavía un ávido guitarrista, se interesó en hacer guitarras.
Entre 1966 y 2007, las guitarras Ovation, y más tarde las guitarras Adamas, fueron una marca de KMCMusicorp, la cual a su vez era una filial de Kaman Aircraft.
En 2008, KMCMusicorp (y con ella la marca Ovation) fue vendida a la Fender Musical Instruments Corporation. En 2014, Fender anunció que iban a cerrar la fábrica de guitarras Ovation en New Hartford, Connecticut, dejando toda producción de guitarras Ovation en el extranjero. Antes de aquel anuncio, Fender estableció una producción estadounidense de varias guitarras acústicas en la fábrica de New Hartford. Junto con las guitarras Ovation y Adamas, que fueron producidas allí durante décadas, Fender comenzó una producción estadounidense de otras marcas de propiedad de Fender, a saber, Guild (Guild Guitar Company) y Fender.
Poco después de haber cerrado la fábrica de New Hartford, se anunció que la marca Ovation había sido vendida a Drum Workshop de la compañía, junto a otras marcas de propiedad de Fender. El anuncio se realizó el 7 de enero de 2015. Además de la marca de Ovación, Taller de Tambor también compró el Nuevo Hartford fábrica y restableció el anteriormente cesó producción de EE. UU. de Ovación y Adamas guitarras, bajos, ukeleles y mandolinas.

## Investigación y desarrollo de los primeros modelos

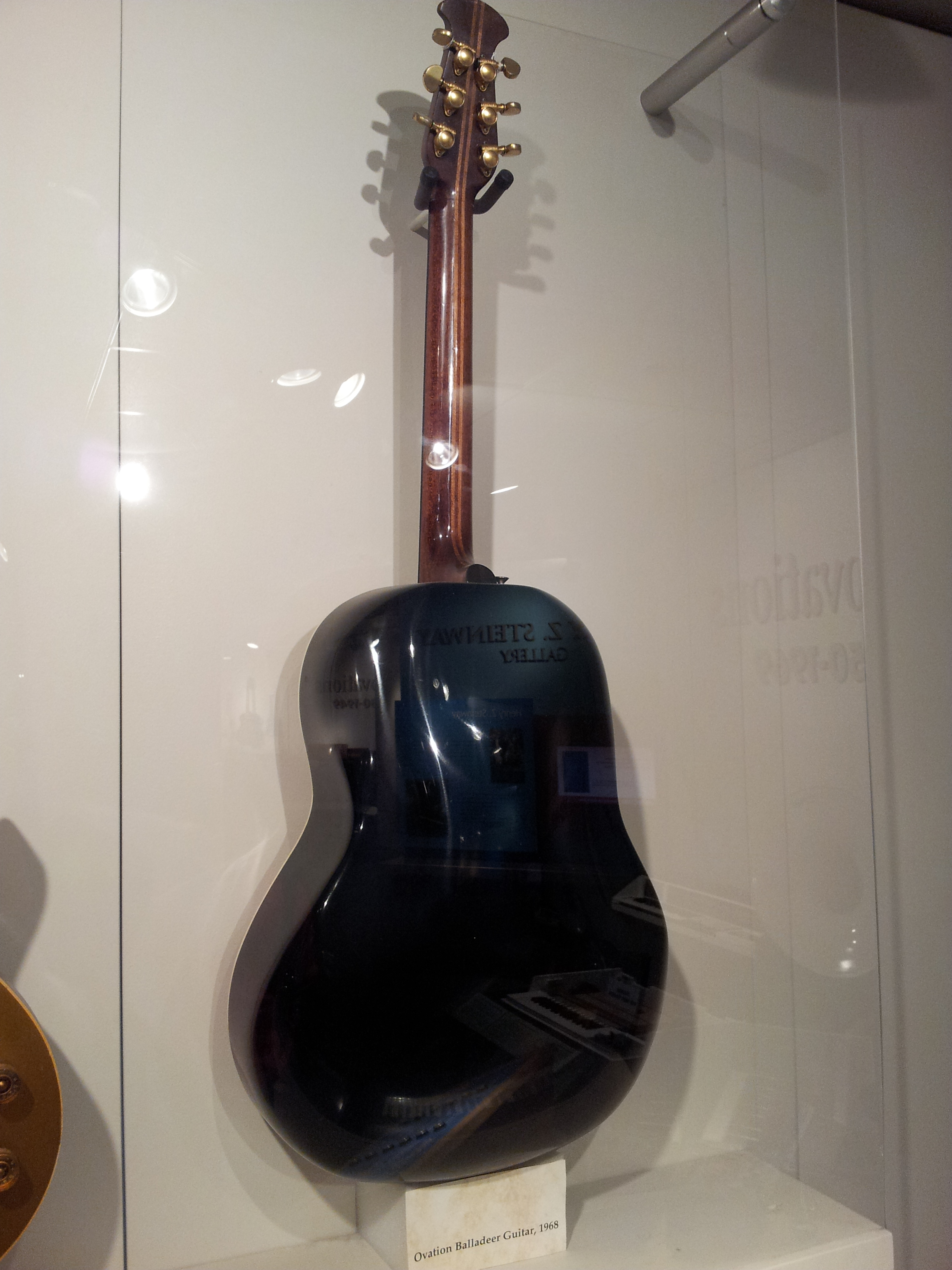
Cuerpo con parte posterior curva de fibra de vidrio (mediom-depth) de una Ovation Balladeer de 1968.

Charles Kaman puso a un equipo de empleados a trabajar para inventar una guitarra nueva en 1964. Para el proyecto, Kaman escogió un pequeño equipo de técnicos e ingenieros aeroespaciales, muchos eran también carpinteros aficionados Uno de ellos era Charles McDonough, quien creó el modelo Ovation Adamas. Kaman fundó Ovation Instruments, y en 1965 sus ingenieros y lutieres (constructores de guitarras) trabajaron para mejorar las guitarras acústicas modificando sus materiales convencionales. El equipo de I+D pasó meses construyendo y probando prototipos de instrumentos. Su primer prototipo tenía un cuerpo con forma de "dreadnought" convencional, con la tapa y el fondo paralelos y perpendiculares a los costados. La innovación consistió en el uso de un material sintético más delgado para construir la parte posterior de la guitarra, debido a las propiedades acústicas previstas que tendría. Desafortunadamente, la unión entre los costados y la delgada parte posterior era susceptible de rotura. Para evitar el problema de una unión estructuralmente inestable, los ingenieros propusieron una parte posterior sintética con una forma parabólica. Para mediados de 1966, según Ovation, se dieron cuenta de que la forma parabólica producía un tono deseable con un volumen mayor que la convencional forma de dreadnought.
Una vez que los ingenieros se habían decidido por una forma parabólica, concentraron su atención en desarrollar una sustancia que pudiese ser moldeada en este cuerpo con forma curva. Utilizando su conocimiento sobre compuestos aeroespaciales de alta tecnología, desarrollaron Lyrachord, un material patentado conformado por capas entrelazadas de filamento de vidrio y resina para su unión.
El primer diseño exitoso, construido por el lutier Gerry Gardner, fue llevado a producción prontamente luego de haberse establecido la compañía.
La primera guitarra de Ovation hizo su debut en noviembre de 1966. Su cuerpo de Lyrachordle dio al instrumento, según la compañía, proyección sin precedentes y vibración sostenida. Comparadas con las guitarras modernas de Ovation, los instrumentos iniciales tenían un cuerpo posterior curvo reluciente, el que fue utilizado nuevamente, por ejemplo, en la reedición del 40 aniversario de Ovation Balladeer.

## Publicidad inicial

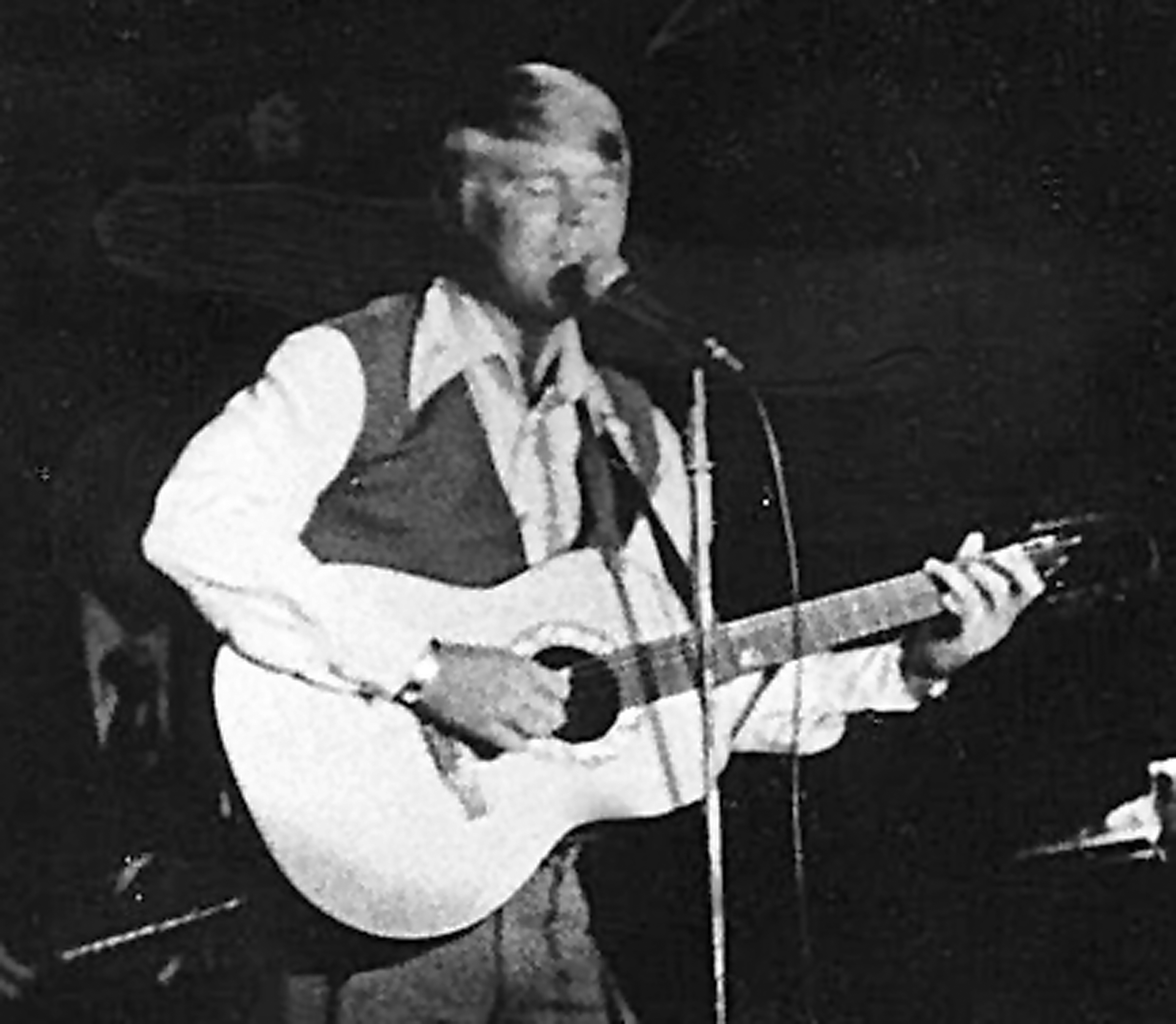
Glen Campbell publicitó en Estados Unidos las guitarras de parte posterior curva de Ovation.

La introducción y promoción de la primera Ovation, estuvieron estrechamente asociadas con dos artistas, el intérprete de blues Josh White y el cantante de música country Glen Campbell.

### Josh White
Entre 1966 y 1967, la Ovation Guitar Company produjo una guitarra personalizada para Josh White, que fue la primera guitarra personalizada producida para un afroamericano. White fue el primer promotor de las guitarras Ovation.
Luego de su compleción, la primera guitarra Ovation se llamó "Josh White Model" la que White utilizó Hotel América en Hartford, Connecticut, el 14 de noviembre de 1966; en la misma presentación, los Balladeers usaron modelos Balladeer. El evento fue presenciado por "300 representantes de la prensa y la industria de música"

### Glen Campbell, 1968
La Ovatión Roundback Balladeer captó por primera vez la atención del público estadounidense en 1968, cuando Glen Campbell hizo de anfitrión en un espectáculo de variedades llamado The Glen Campbell Goodtime Hour en CBS, y al año siguiente, en  1969,  se convirtió en uno de los primeros promotores de Ovation.

## Innovaciones de diseño
El diseño de la guitarra Ovation refleja la formación ingenieril y el desarrollo de la empresa Kaman helicopters, de su fundador. Las guitarras Ovation reemplazan los costados y la parte posterior convencionales de una guitarra y los reemplaza por un cuerpo posterior curvo hecho de compuesto sintético. Kaman sentía que había debilidades estructurales en la unión ortogonal de los costados con la parte posterior, y que un material compuesto podría proporcionar un cuerpo continuo y uniforme. Ovation declara que un cuerpo posterior curvo reducen considerablemente la retroalimentación, permitiendo aumentar la amplificación. Técnicas sintéticas mejoradas de control de vibraciones de ingeniería de helicóptero en el cuerpo posterior curvo. Ovation desarrolló un cuello delgado, esforzándose para conseguir la sensación del cuello de una guitarra eléctrica, pero con resistencia adicional otorgada por las capas de caoba y maple, reforzados por una varilla de acero en un canal de aluminio. El material compuesto y cuello delgado, redujo el peso de la guitarra.
Para sus tapas acústicas, Ovation usa Sitka spruce, una madera que los ingenieros de Kaman usaban en las aspas de los helicópteros. Hacia 1970, Ovation desarrolló tapas acústicas más delgadas, hechas de un compuesto de carbono, laminando una delgada capa de abedul en sus modelos Adamas. El modelo Adamas dispersa el orificio de sonido de una guitarra tradicional en veintidós pequeños sound holes en la cámara superior de la guitarra, a través del cual, Ovation indica que entrega un mayor volumen y contribuye a reducir la retroalimentación durante la amplificación (iniciado en el modelo Adamas en 1977). Aunque la superficie de los múltiples agujeros de sonido es equivalente al orificio de sonido único, la modificación de su ubicación permite un nuevo diseño de bracing (por ejemplo el bracing Adamas). El diseño fortifica la tapa superior, reduciendo el diseño tradicional del bracing, y por ende, su peso. En los años 1980, Ovation introdujo las guitarras de cuerpo posterior curva de baja profundidad (shallow) para apuntar a los guitarristas eléctricos.
Hacia1977-1978, Gypsy, un artista y músico de Ovation, diseñó el primer preamplificador estéreo para la Adamas de doce cuerdas y lo utilizó en su álbum Ladies Love Outlaws. Al mismo tiempo, Ovation creó pequeñas puertas que bloqueaban los agujeros de sonido desde adentro, con el fin de reducir el feedback ante la presencia de monitores de escenario que suenan muy fuerte. Gypsy también solicitó la adición de una escotilla redonda de acceso en la parte posterior del cuerpo en guitarras pre-Adamas, para facilitar el cambio de la batería incorporada, una característica que fue adoptada para todos los modelos con "orificio de sonido redondo". Antes de aquello, las cuerdas en las guitarras de orificio de sonido redondo, debían ser removidas para realizar el cambio de batería. La electrónica incorporada le permite a los guitarristas desplazarse a través del escenario, en lugar de quedarse estáticos frente a un micrófono. La afinación electrónica incorporada, disponibilidad, uniformidad y bajos costos, facilitaron la presentación de ensambles de guitarra como Guitar Craft, estudiantes de Robert Fripp. Ovation también ha producido guitarras eléctricas de cuerpo sólido y bajos activos.
Las guitarras Ovation alcanzaron su máxima popularidad en la década de los 80, donde eran vistas a menudo en presentaciones en vivo de artistas como Alex Lifeson de Rush o Paul Simon en The Concert in Central Park. Las guitarras Ovation de parte posterior curva sintética y el uso temprano de preamplificadores hacia 1971, ecualización incorporada y piezo pickups eran particularmente atractivas para músicos que actuaran en vivo, quienes constantemente batallaban con los problemas de retroalimentación debido al alto volumen requerido para las presentaciones en vivo.[cita requerida]

### Ergonomía
Cuando Glen Campbell se convirtió en uno de los primeros promocionadores de las guitarras Ovation, sugirió reducir el peso de la guitarra, ya que había descubierto que daba problemas de espalda. Luego de aquello, Ovation redujo el peso de varios modelos y fue pionero en el diseño del cuerpo posterior curvo ultradelgado, o en inglés "super-shallow".

Mientras fue producido, el modelo de Ovation 1867 Legend super-shallow, fue el recomendado por Robert Fripp para Guitar Craft. Tamm (1990) escribió que la guitarra acústica 1867 Legend tenía «un diseño suavemente redondeado de cuerpo ultradelgado, que es tan cercano como es posible a la forma y profundidad de una guitarra eléctrica sin una intolerable pérdida de la calidad del tono. A Fripp le gustó la manera en que la Ovation 1867 calzaba contra su cuerpo, lo que hizo posible para él adoptar la posición adecuada para utilizar la técnica de picking de mano derecha que había desarrollado para la guitarra eléctrica durante años. En guitarras con un cuerpo más profundo, la posición de brazo Frippiana, resulta imposible de realizar sin hacer incómodas contorsiones».

## Visión general de modelos
Ovation Guitar Company produce guitarras bajo los nombres Ovation y Adamas.
Las guitarras Ovaton también han sido producidas en China, Corea del Sur e Indonesia. Los modelos importados generalmente tienen una parte superior de madera. Recientemente, Ovation redujo significativamente la producción en EE. UU. Desde 2010 y hacia adelante, los modelos de gama alta,—Legend, Elite, Custom Legend y Custom Elite— fueron hechas tanto en EE. UU. como en Corea. Antes de que aquello, estos modelos eran hechos exclusivamente en EE. UU. En años recientes, muchos modelos hechos en EE. UU. son identificables por la sigla "LX" en el nombre de producto (p. ej., Leygend 2077LX), mientras que las versiones coreanas tienen la sigla "AX" en el nombre de modelo (p. ej., Legend 2077AX). Ovation no utiliza esta convención para todos sus modelos (p. ej., Ovación 1617ALE). Actualmente, Ovation solo produce unos pocos modelos hechos en EE. UU., mayoritariamente modelos de firma y modelos de edición limitada (p. ej., Custom Legend 1769-ADII Al DiMeola). La producción de las guitarras de gama estándar de Ovation en los EE. UU. fue cesada bajo la propiedad de Fender Musical Instruments Corporation, pero está a punto de ser restablecida por sus nuevos dueños, Drum Workshop.
El nombre Adamas se utiliza principalmente para guitarras con una parte superior de fibra del carbono, a pesar de que hay excepciones (una es el modelo Adamas 2081WT - en el que WT significa parte superior de madera por sus siglas en inglés: woodtop). Hasta la clausura de la fábrica en New Hartford, Connecticut en junio de 2014, todos los modelos Adamas fueron producidos en los EE. UU. El término LX no solo significa que estaba hecho en EE. UU. Originalmente el término LX indicaba que una guitarra Ovation incluía características nuevas no disponibles en modelos anteriores.
En 2007 Ovation explicaba en su sitio web que las características nuevas incluían un OP-Preamp, un sistema de cuello avanzado (alma ligera de doble acción, estabilizadores de fibra del carbono), un pickup patentado (hecho de seis elementos), epaulets incorporados, spinetas rebajadas, y un nuevo compuesto Lyrachord GS para el cuerpo. En ese entonces, no había ninguna línea del modelo AX. Los primeros modelos AX aparecieron en el sitio web de Ovation en 2010. Basado en la historia del sitio web, las características del modelo LX fueron introducidas en 2004.

### Guitarras de gama alta: Balladeer, Legend y Elite
Hay dos líneas principales:
- Los modelos Legend y Standard Balladeer tienen un único agujero de sonido grande como en la mayoría de las guitarras acústicas (Standard Balladeer, Legend, Custom Legend - producida en Corea).
- Los modelos Elite tienen varios agujeros de sonido más pequeños (Standard Elite, Elite, Custom Elite - producida en Corea).

El primer modelo de guitarra Ovation era una  Balladeer (más tarde sería conocida como Standard Balladeer)

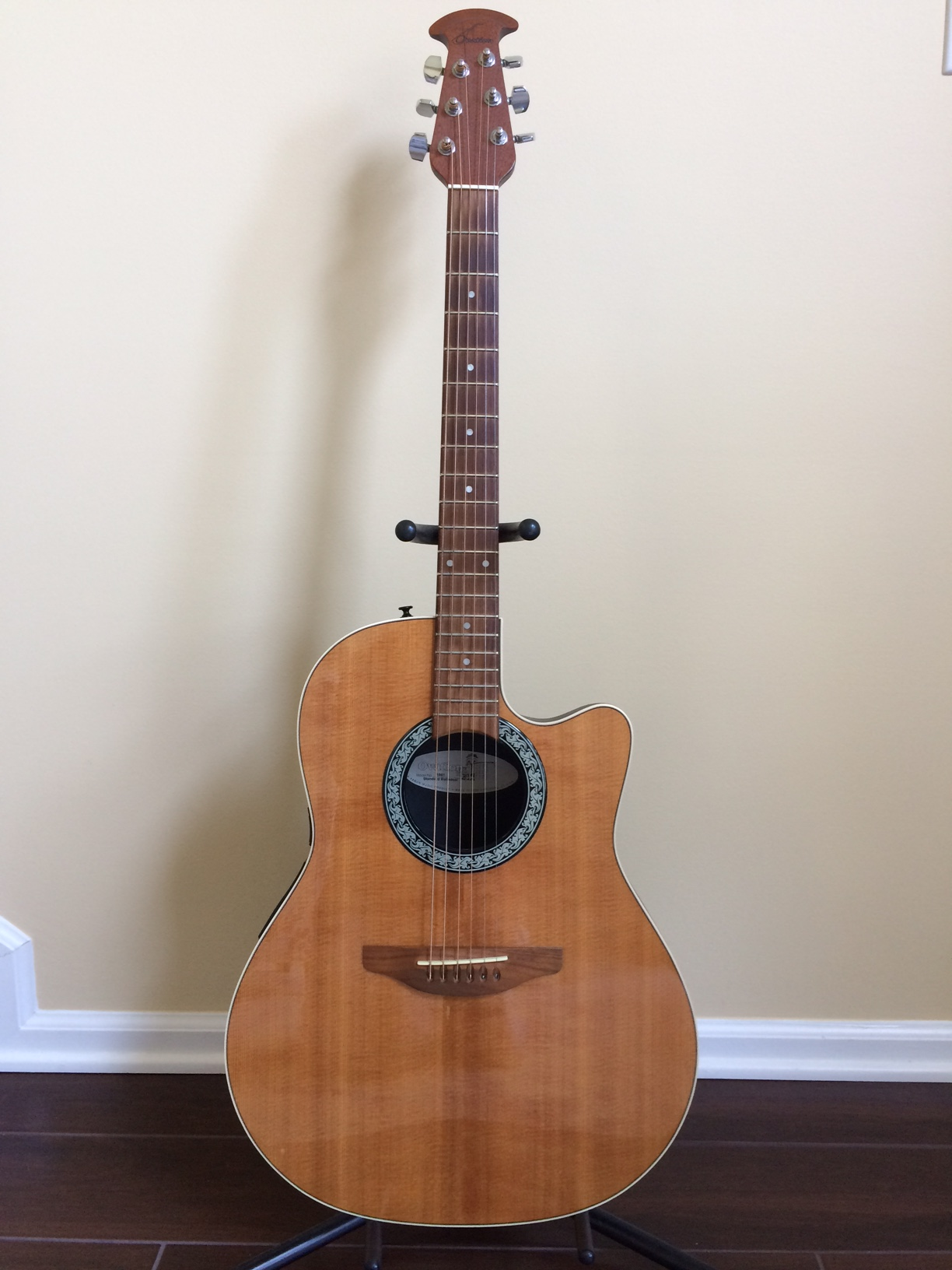
Modelo de ovación 1861 Estándar Balladeer
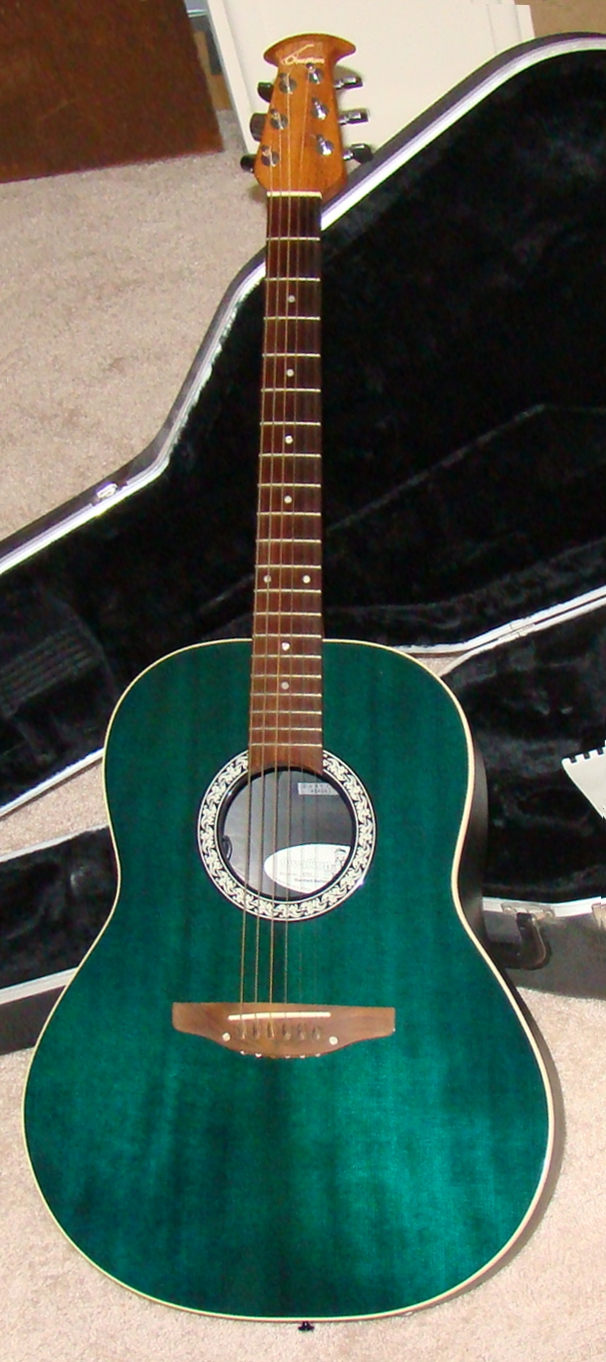
Balladeer
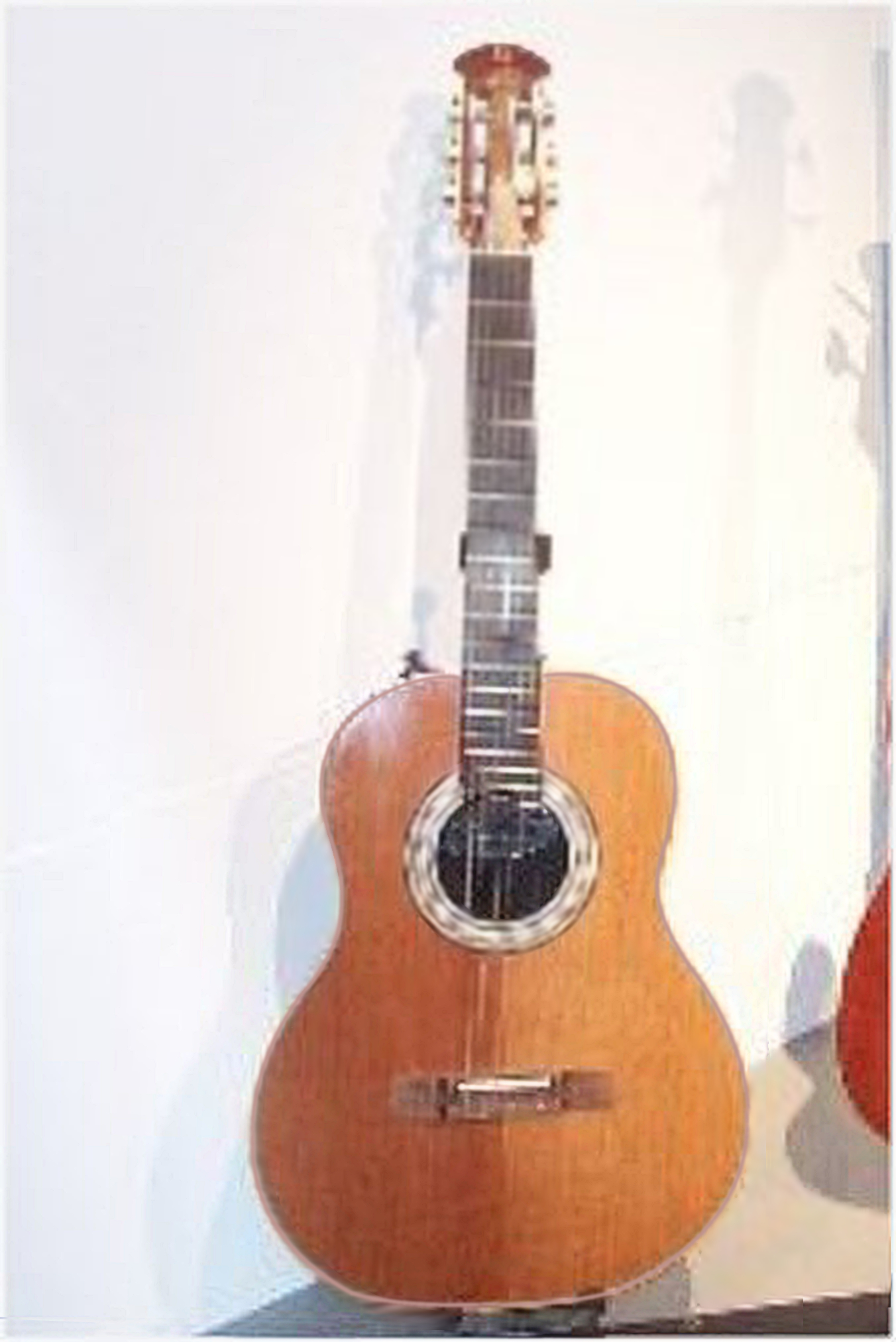
Clasica Roger Abreva modelo.
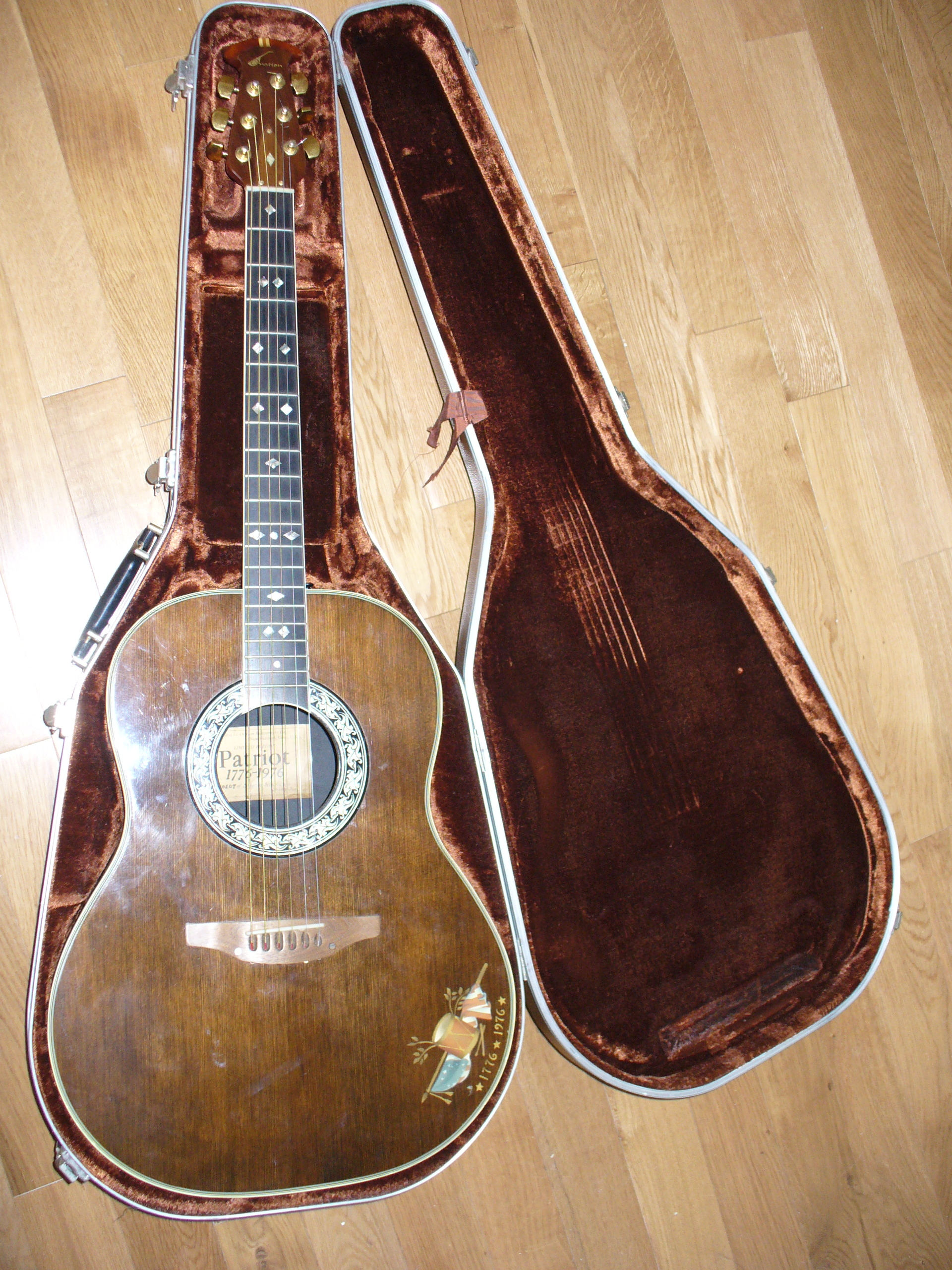
Patriota
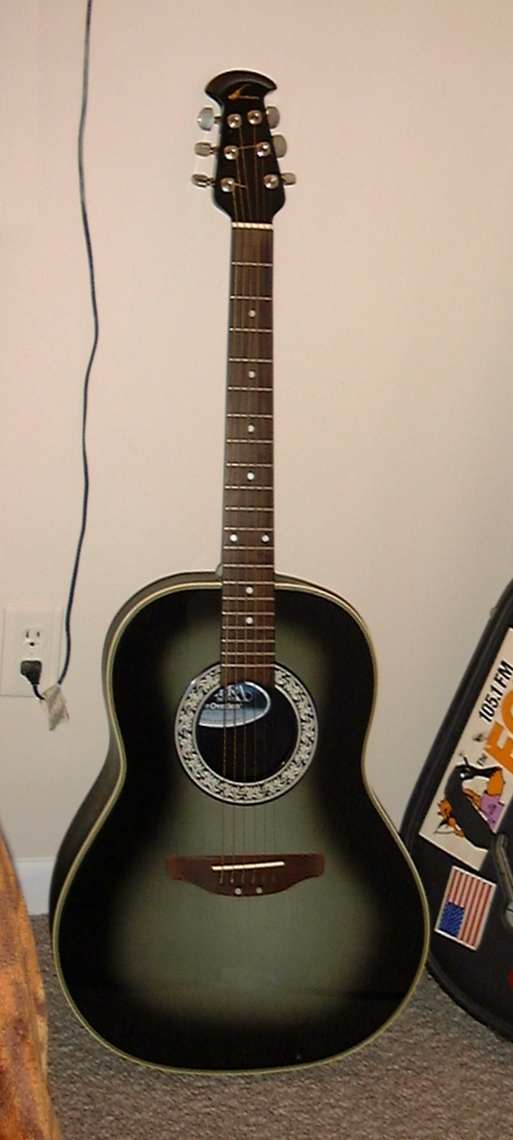
Ultra (c.1995)
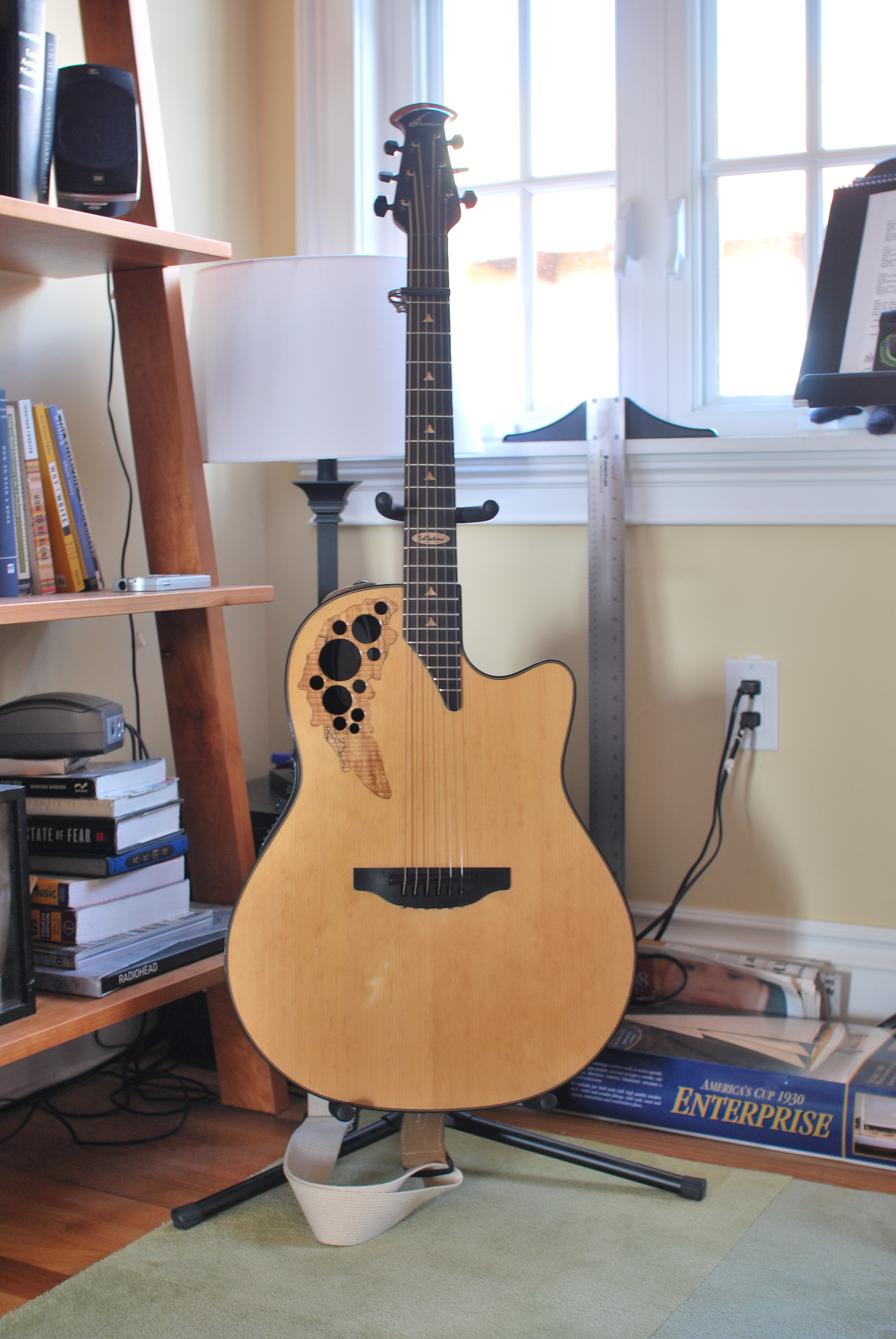
La serie del coleccionista 2007-BCS[modelo 1]

### Guitarras de gama de entrada: Applause y Celebrity
Ovation tiene dos modelos de gama de entrada.
Applause, la línea de menor costo, principalmente con tapas superiores de madera laminada, es importada desde China. Los modelos Celebrity son importados desde China o Corea, y varían desde un rango de modelos de tapas superiores laminadas de gama de entrada a gama media, a modelos de tapa superior sólida con varias ornamentaciones, de alta gama.

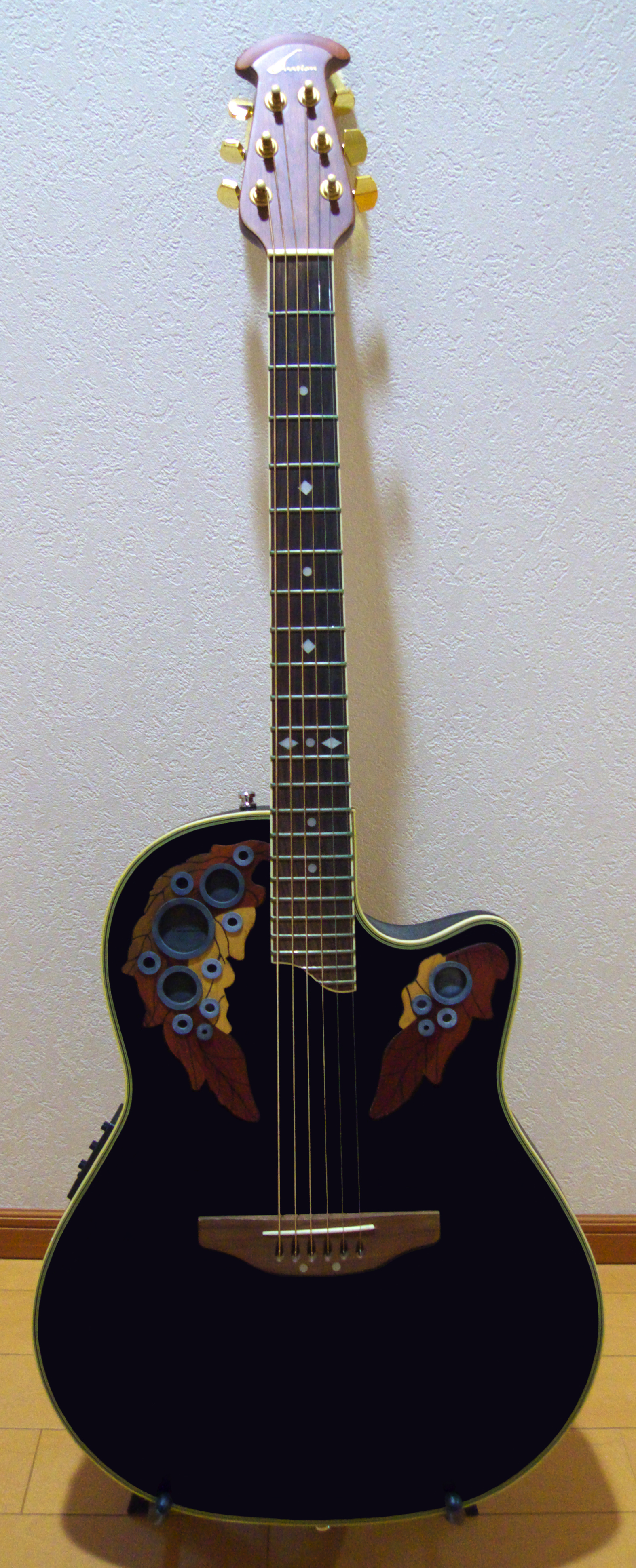
Aplauso
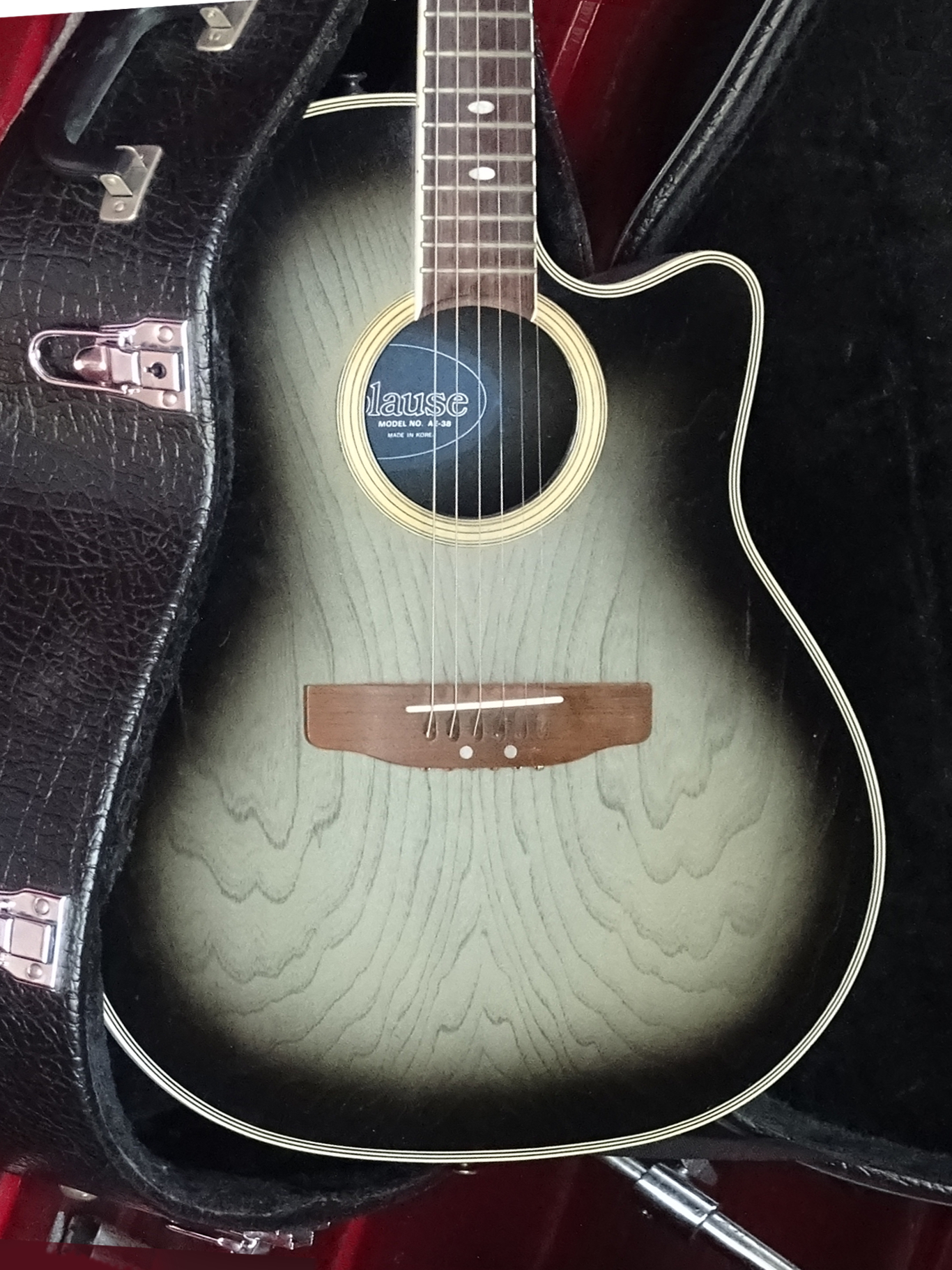
Aplauso AE-38
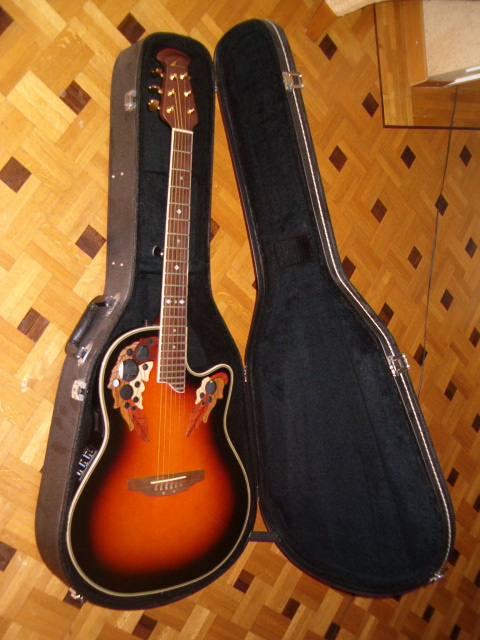
Celebridad Deluxe CC257
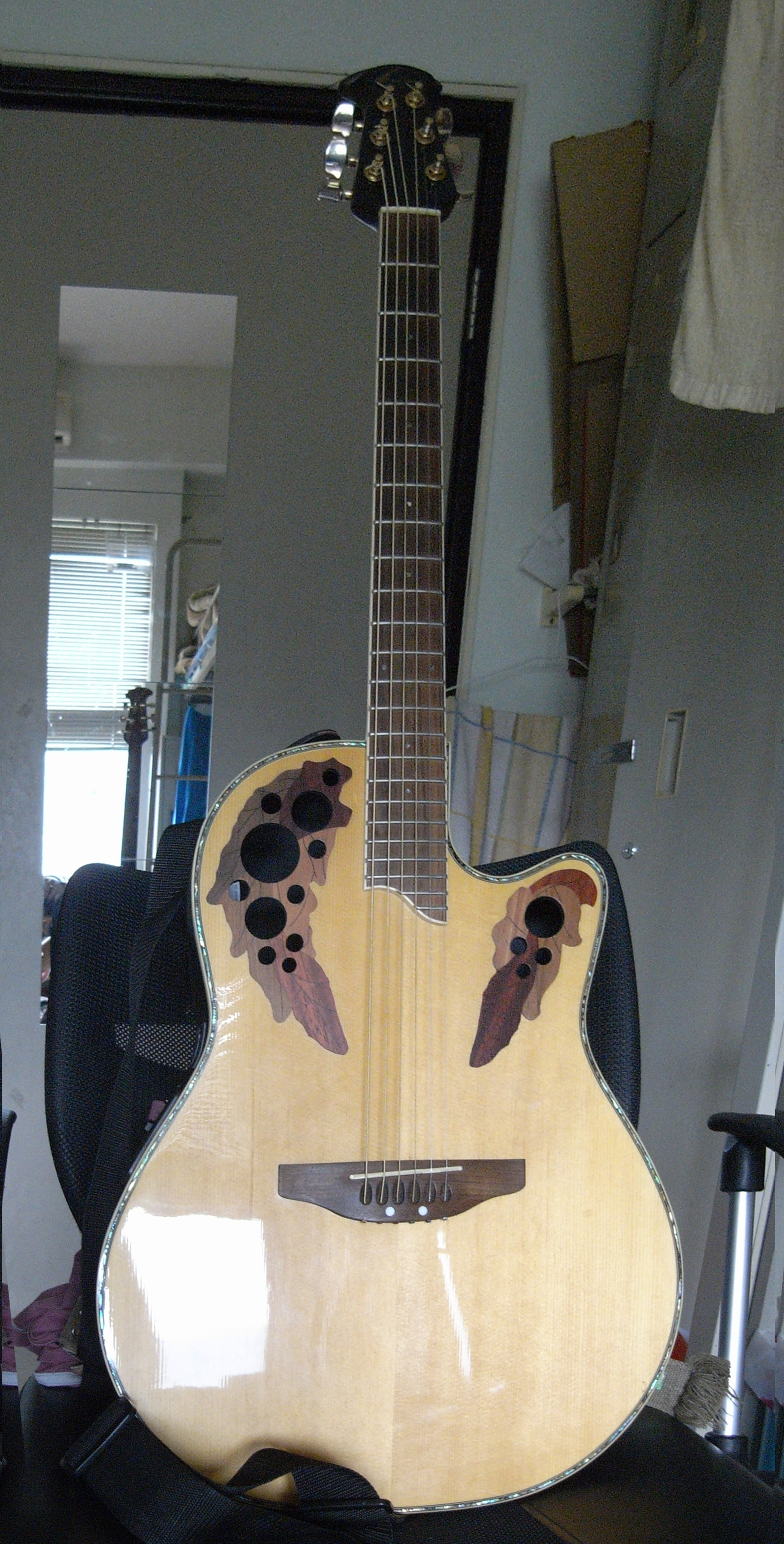
Celebridad CC44
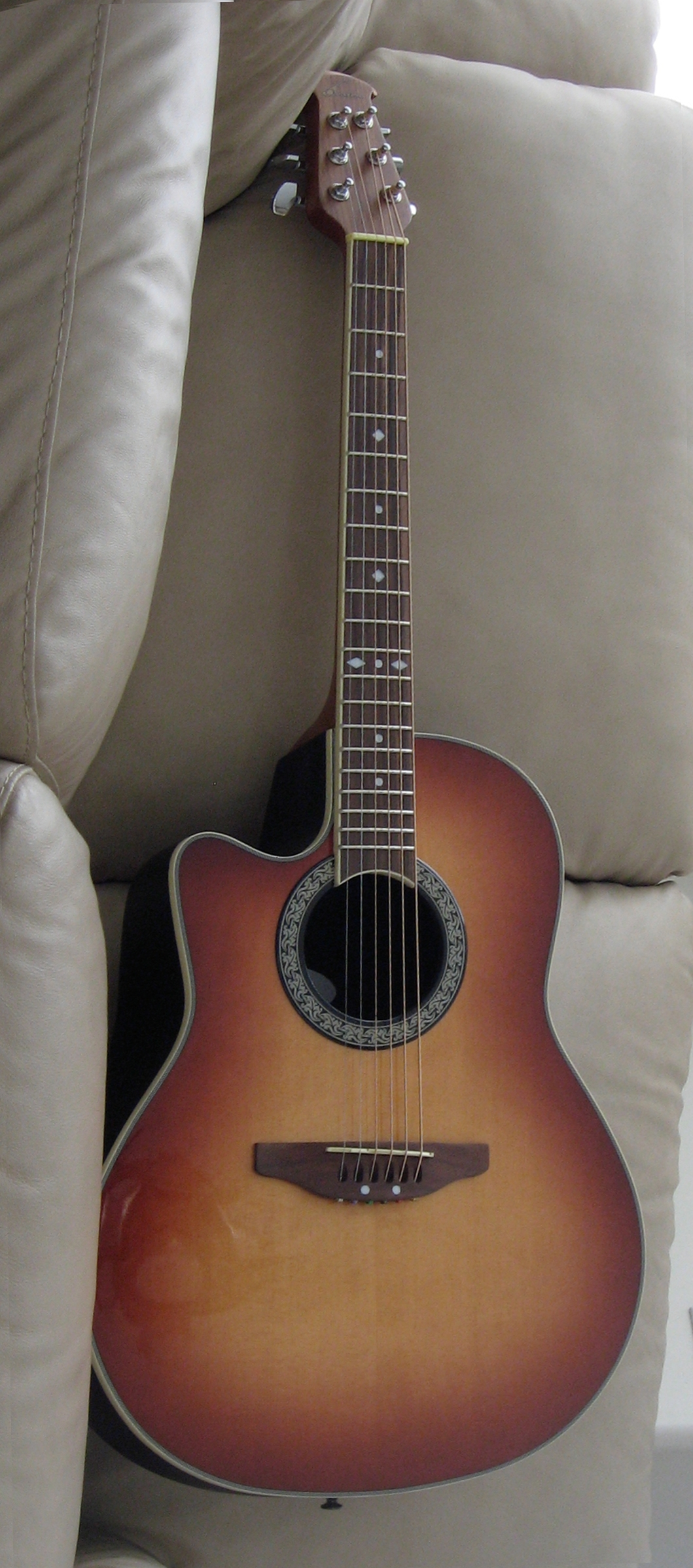
Celebridad LCC047

### Guitarras eléctricas: Cuerpos semi-huecos y sólidos
Hacia 1967–1968, Ovation introdujo su Electric Storm Series de guitarras archtop de cuerpo semivacío y bajos. Las cápsulas de estos instrumentos fueron fabricados por Schaller que estaba ubicado en Alemania. La producción se detuvo en 1969.

En 1972, Ovation introdujo una de las primeras guitarras eléctricas de cuerpo sólido de producción masiva con electrónica activa, la Ovation Breadwinner. De todas maneras, el modelo no se volvió popular, y la producción del modelo Breadwinner y de la Ovaction Deacon cesó en 1980. Ovation hizo muchos otros modelos de cuerpo sólido hasta entrada la mitad de la década de los ochenta.  Desde ese momento, la compañía se ha centrado principalmente en guitarras acústicas y electroacústicas.

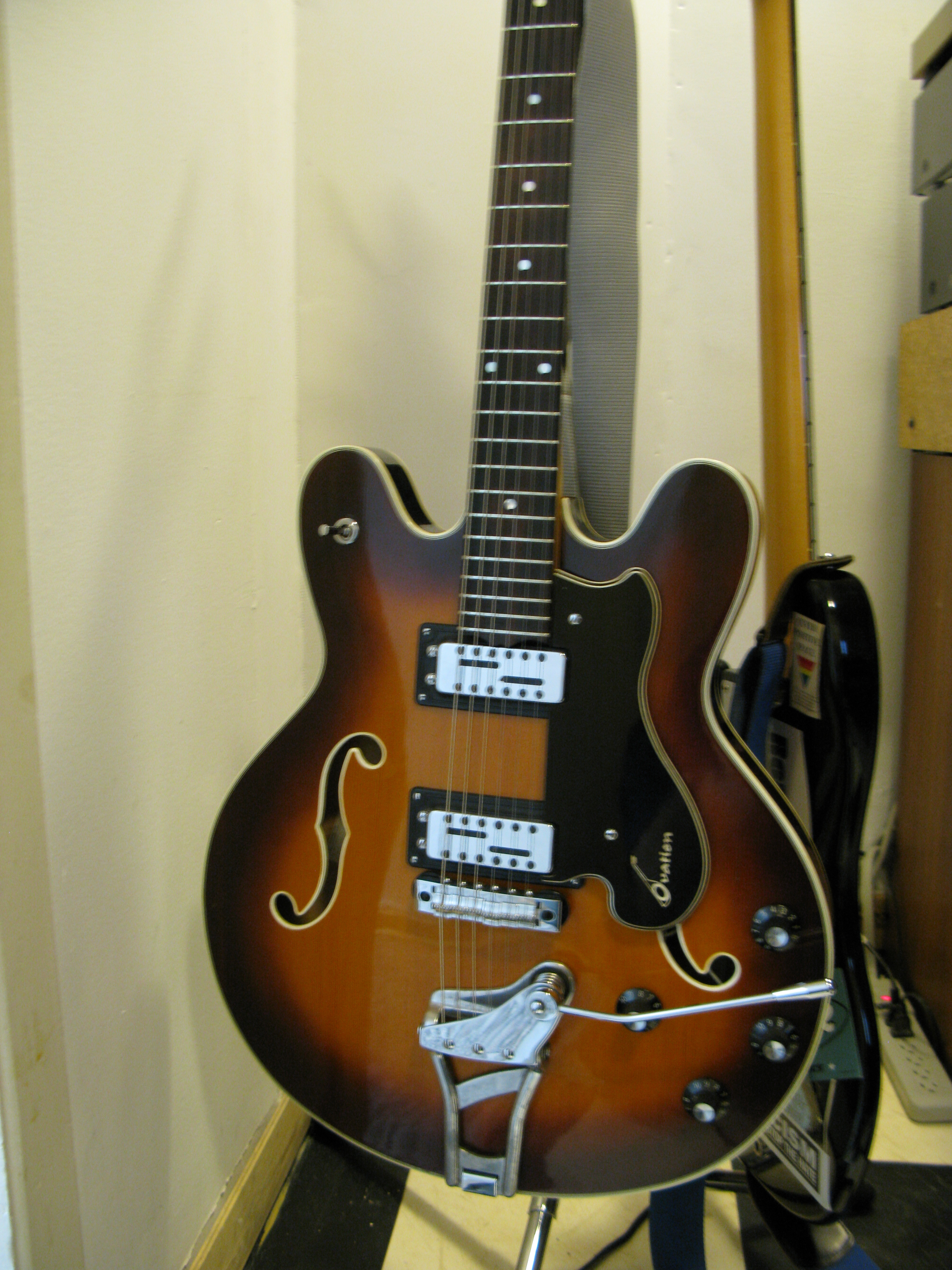
K-1260 Tornado (1967/1968), un thinline cuerpo vacío guitarra eléctrica
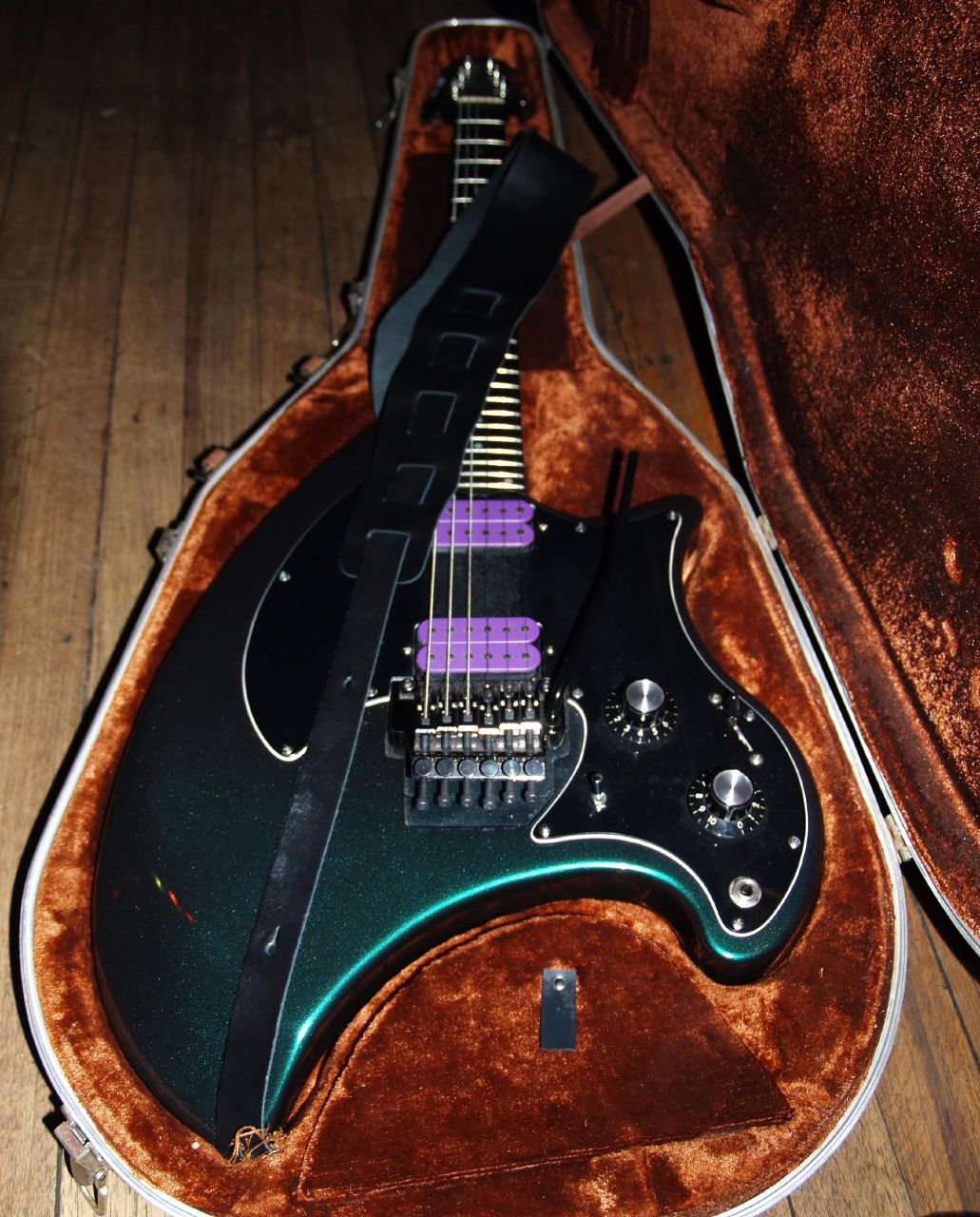
Sostén de la familia (@1970s)
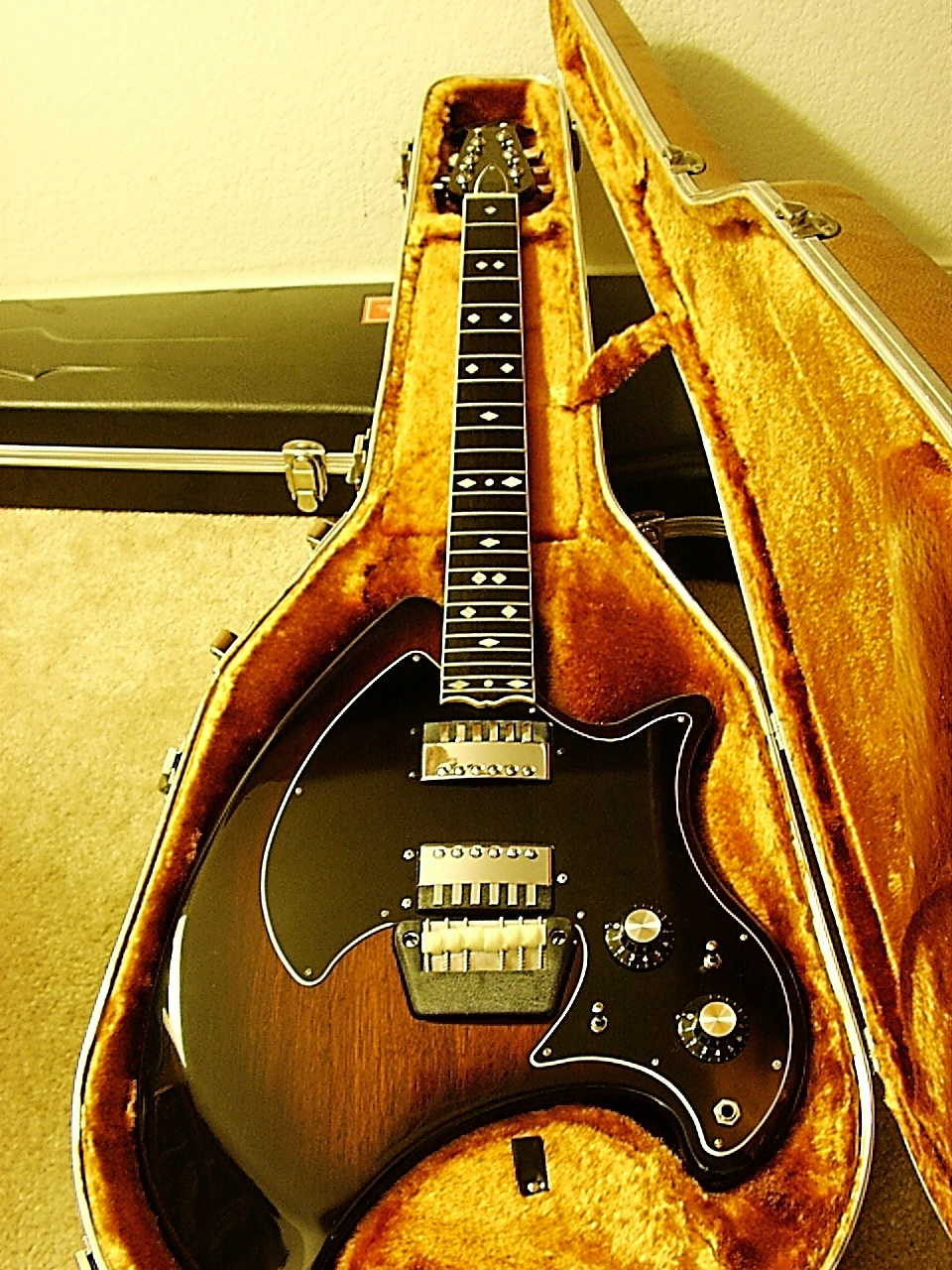
Deacon (1973@–1982)
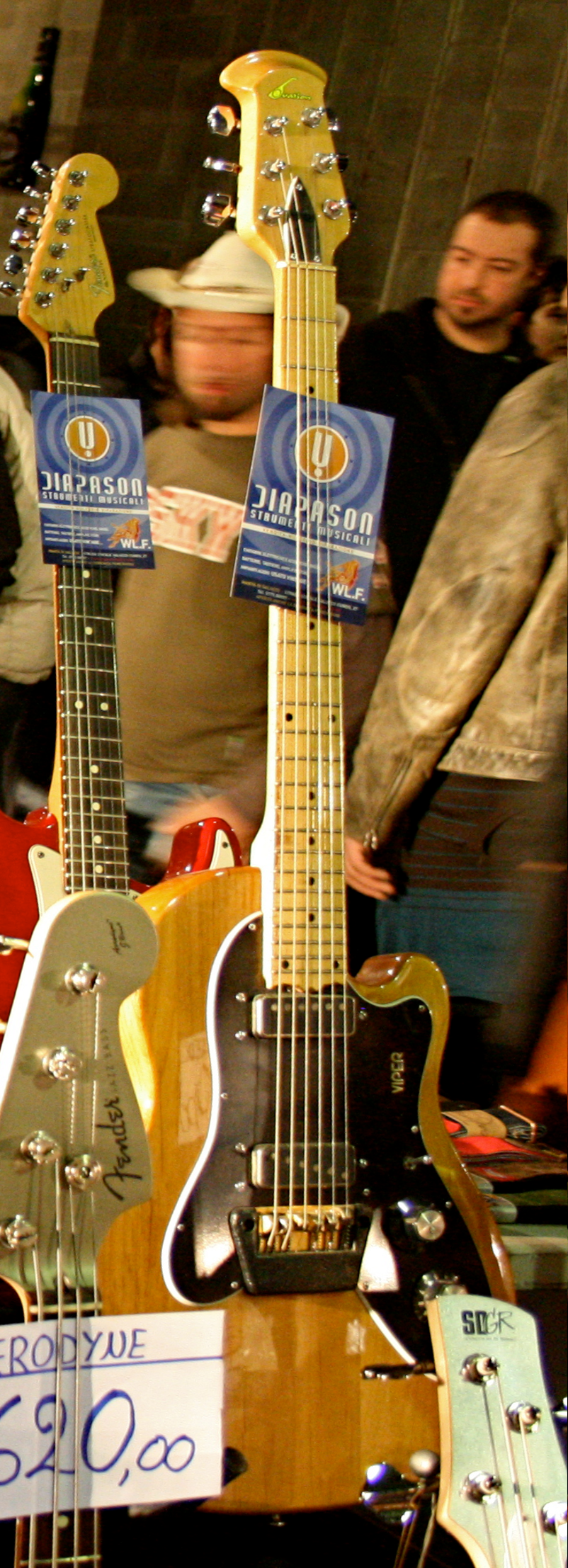
K-1271 Víbora (c.1974)[modelo 1]
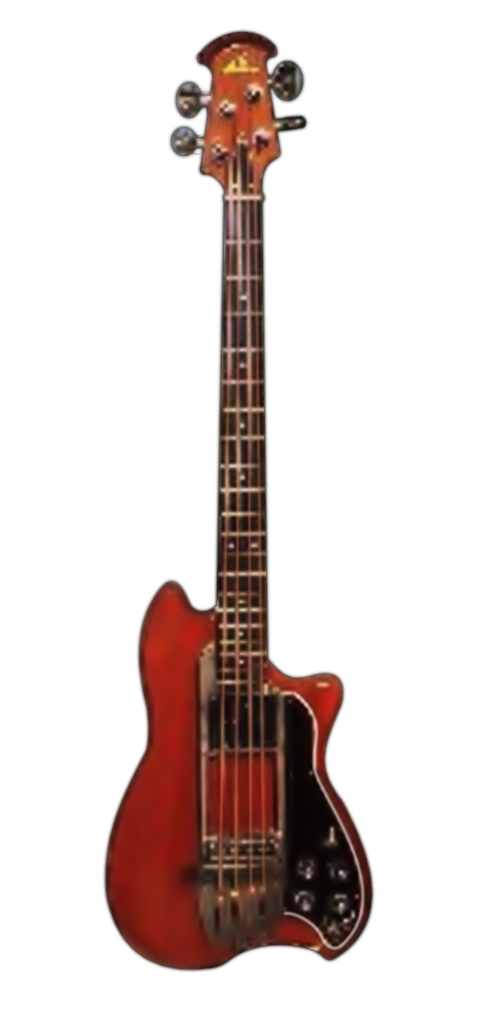
K-1261 Magnum 1 graves (c.1978)[modelo 1]
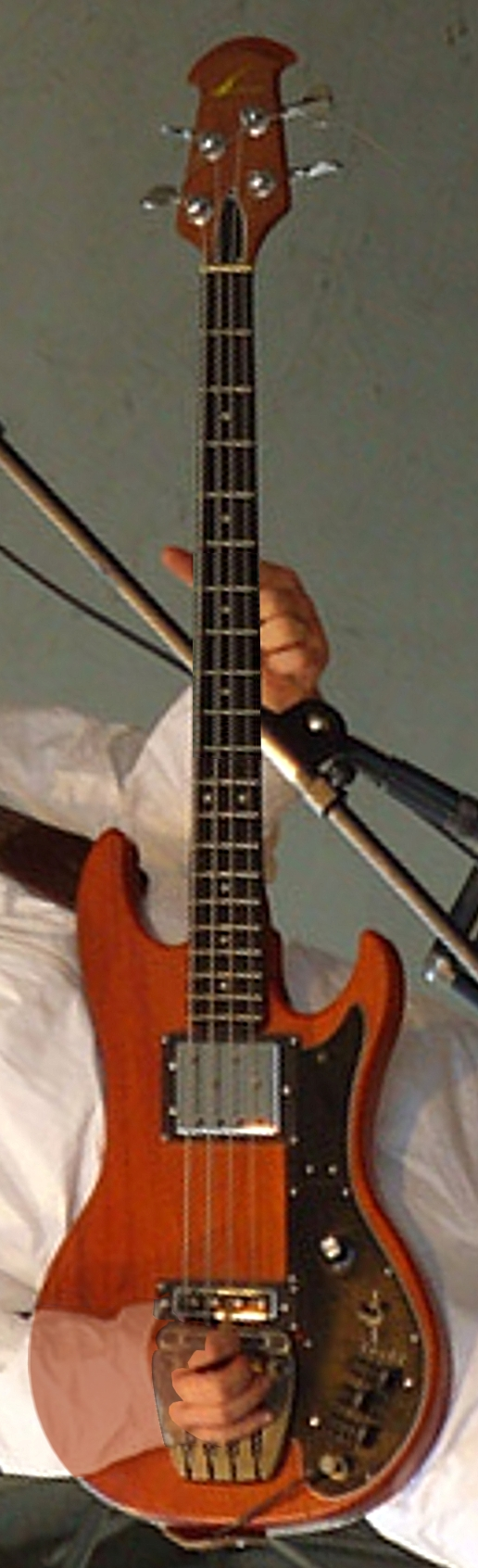
K-1264 Magnum 4 graves (c.1978)[modelo 1]

### Otros instrumentos: Bajos acústicos, ukeleles, mandolinas
Además de guitarras, Ovation ha fabricado otros instrumentos de cuerda como bajos acústicos, ukeleles, y mandolins.

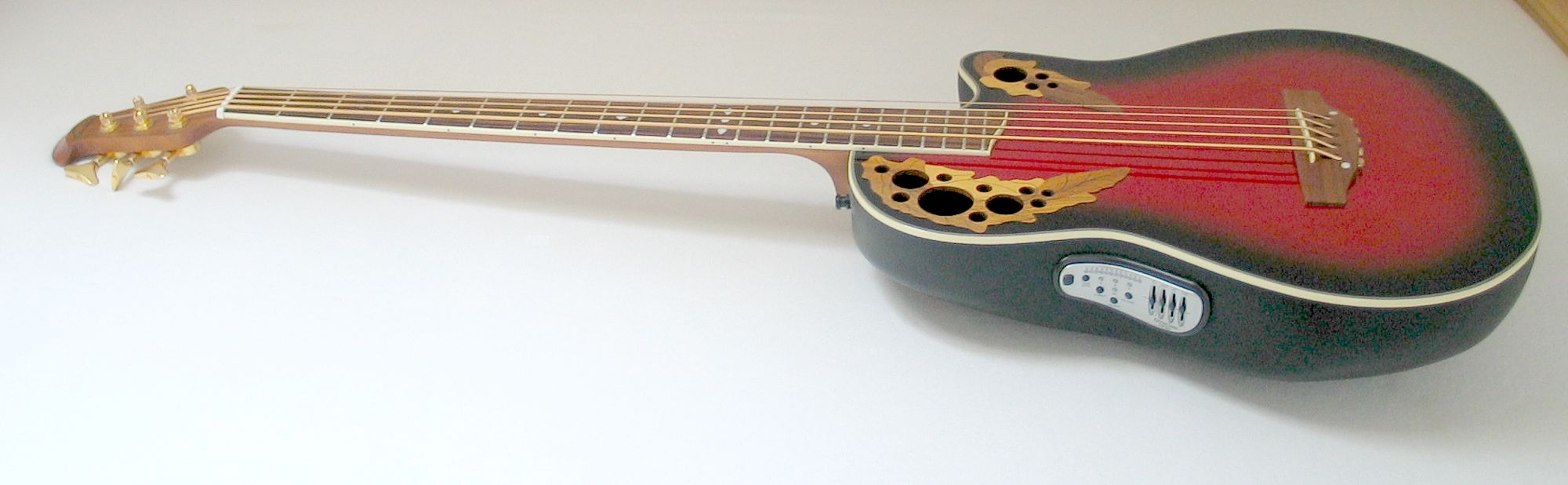
Ovación electro-guitarra de graves acústicos
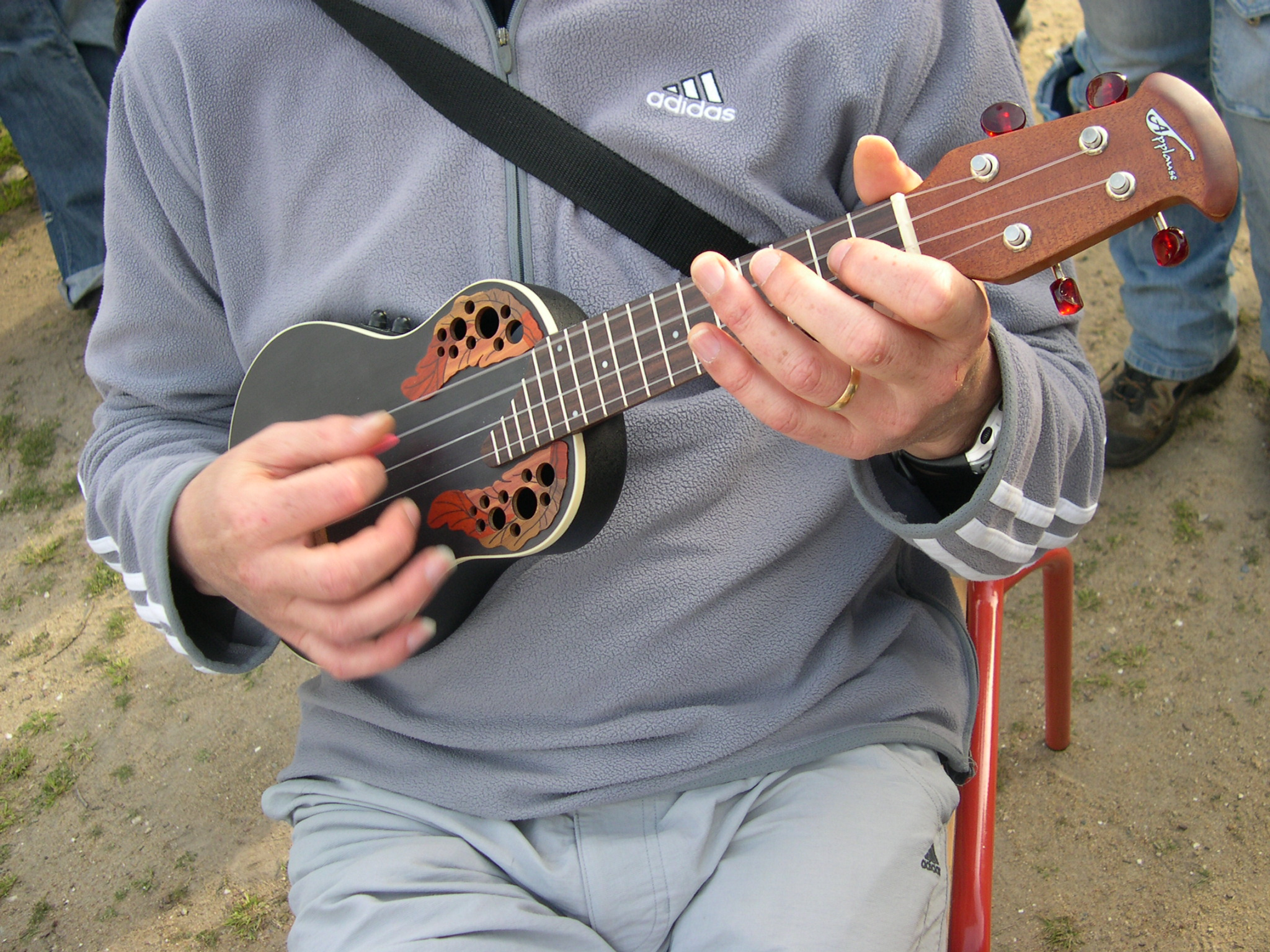
Ovación electro-ukelele acústico
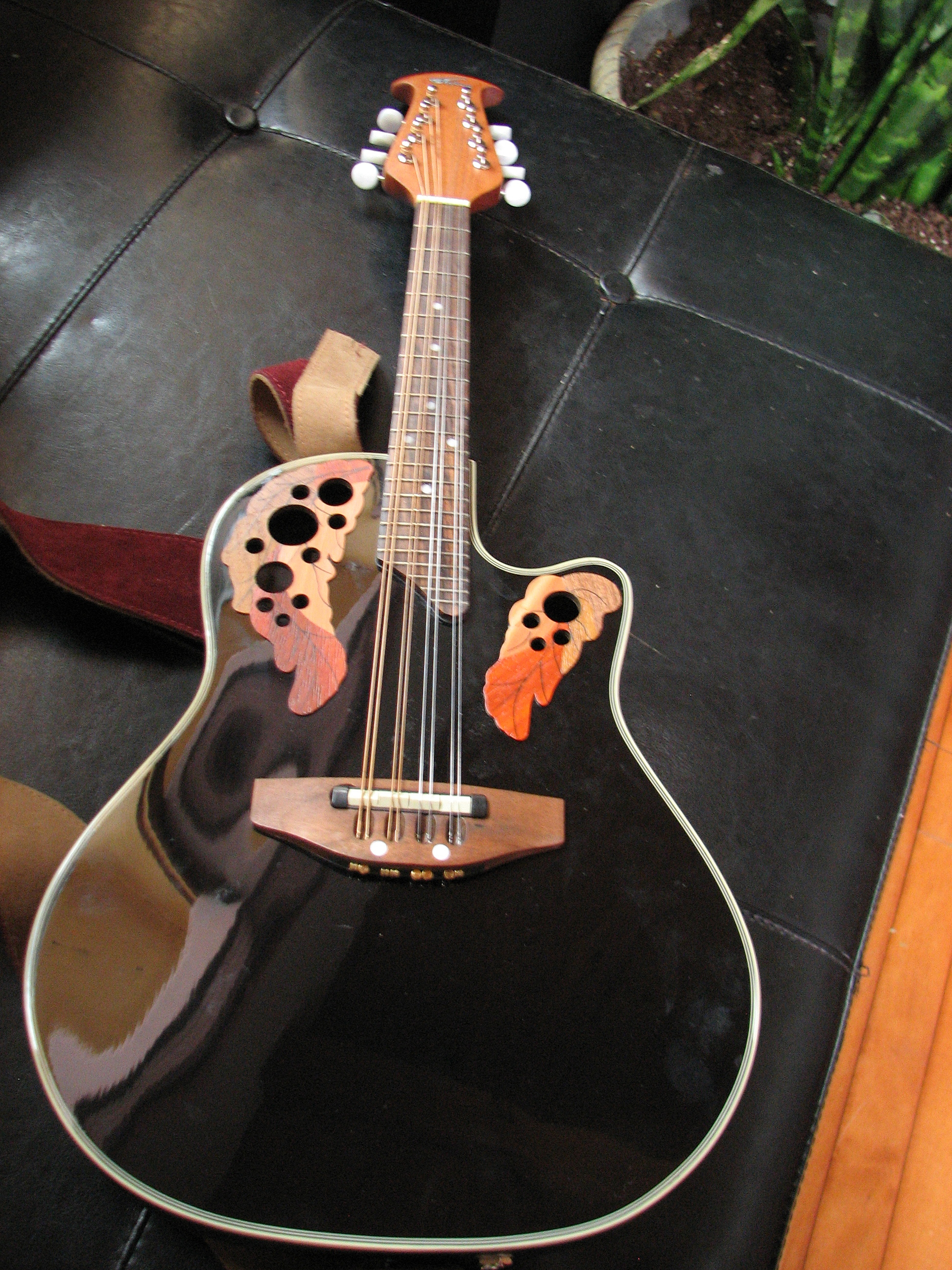
Ovación electro-acústico mandolin

## Intérpretes que han utilizado o promocionado a las guitarras Ovation
Las guitarras Ovation ahn sido utilizadas o promocionadas por muchos músicos profesionales, incluyendo a: Glen Campbell; DJ Ashba, Melissa Etheridge, Nikki Sixx, Mick Thomson, Marcel Dadi, Ray Davies, Roy Harper, James Hetfield, Josh Homme, Dr. Hook, Cyndi Lauper, Alex Lifeson, John Lennon, Chad Morgan, Country Joe McDonald, David Gates, Roger Miller, Roger Voudouris, Cliff Richard, Jimmy Griffin, Jim Ankan Deka, Janis Ian, Leonard Cohen, John McLaughlin, Jerry Jeff Walker, Bill Connors, Larry Coryell, Yngwie Malmsteen, Bob Marley, Ziggy Marley, Bob Welch, Stephen Marley, Lindsey Buckingham, Roman Miroshnichenko, Jim Croce, Maury Muehleisen, Dave Mustaine, Vince Neil, Jimmy Page, Mike Campese, Alan Morse, Neal Morse, Nick D'Virgilio,  Richard Daniel Roman, Harry Chapin, Alexander Rosenbaum, Shania Twain, Boz Scaggs, Luis Alberto Spinetta, Statler Brothers, Frankie Gibbs (Canadian recording artist under Warner Brothers), Red Symons, Mike Rutherford, Steve Hackett, Van Morrison, Aaron Tippin, Carly Simon, Paul McNally, Brian McNally, Bob Weir, Joan Armatrading, Ace Frehley, Paul Stanley, Bruce Kulick, Roy Clark, Kevin Cronin, Pino Daniele, Fabrizio De André, Neil Diamond, Al Di Meola, Robert Fripp, Mick Jagger, Greg Lake, Adrian Legg, Paul McCartney, Brian May, Björn Ulvaeus, Benny Andersson, Freddie Mercury, Kenny Loggins, Jim Messina, Steve Morse, Eddie Rabbitt, Kenny Rogers, Richie Sambora, Tom Scholz, Seal, Bob Seger, Paul Simon, Rick Springfield, Cat Stevens, Alun Davies, Jeff Lynne, Kelly Groucutt, Russell Javors, Steve Miller, Phil Judd, Don Spencer, Terry Kath, Judee Sill, Peter Cetera, Dave Mason, Eddie Van Halen, Nancy Wilson, Dan Peek, Dewey Bunnell, Gerry Beckley, Steve Khan, Roy Orbison, Davey Johnstone, Roger McGuinn, Clarence White, Paul Weller, Rick James, John Denver, David Cassidy, Georg Kajanus, Denny Laine, Jimmy McCulloch, Laurence Juber, Randy Jackson, Barry Adamson, Jorma Kaukonen, Roger Waters, David Gilmour, Kevin Cronin, Ross Valory, Pete Carr, Maurice Gibb, Jorge Ben y Mike Oldfield